# Piruz Martkoplishvili
Piruz Martkoplishvili (14 de septiembre de 1937) es un deportista soviético que compitió en judo. Ganó una medalla de oro en el Campeonato Europeo de Judo de 1968 en la categoría de –63 kg.

## Palmarés internacional
| Campeonato Europeo | Campeonato Europeo | Campeonato Europeo | Campeonato Europeo |
| Año                | Lugar              | Medalla            | Categoría          |
| ------------------ | ------------------ | ------------------ | ------------------ |
| 1968               | Lausana (Suiza)    | Medalla de oro     | –63 kg             |